# Ann Radcliffe
Ann Radcliffe (ur. 9 lipca 1764 w Londynie, zm. 7 lutego 1823 tamże) – angielska preromantyczna poetka i powieściopisarka, która wywarła wielki wpływ na twórców dojrzałego romantyzmu. Autorka licznych romansów sentymentalnych oraz powieści gotyckich, uważana za prekursorkę horroru oraz "melodramatu w literaturze". Za życia nazywana Szekspirem powieściopisarzy. Jej postać stała się dla Edgara Allana Poego inspiracją do napisania Portretu owalnego.

## Życie
Ann Radcliffe urodziła się w dzielnicy Londynu Holborn, w zamożnej rodzinie mieszczańskiej Wardów. W 1787 w Bath wyszła za mąż za wydawcę i właściciela magazynu The English Chronicle, Williama Radcliffe'a, z którym nie miała dzieci. W tym czasie zwiedziła Holandię i Nadrenię, zafascynowała się również obrazami francuskich i włoskich pejzażystów. Czytała bardzo dużo, zwłaszcza Szekspira, Miltona, Spensera czy Collinsa. Zmarła w 1823, prawdopodobnie z powodu zapalenia płuc.

## Twórczość
Pisarstwo Ann Radcliffe narodziło się dość przypadkowo; z początku miało być sposobem walki z tęsknotą za wiecznie nieobecnym w domu mężem, z czasem przeradzając się w pasję i przekonanie w moc własnego pisarstwa. Pierwszymi dziełami Radcliffe były powieści sentymentalne oraz romanse, które w późniejszym czasie inspirowały takie twórczynie jak: Jane Austen czy Charlotte Brontë. Sławna stała się dzięki tzw. romansom grozy, zwanym też powieściami gotyckimi, w których elementy grozy właściwe dla dojrzałego romantyzmu wzbogacają sentymentalną fabułę. Dzięki powieściom: Tajemnice zamku Udolpho (The Mysteries of Udolpho) oraz Italczyk albo konfesjonał czarnych pokutników (The Italian), Radcliffe zwykło się współcześnie stawiać obok Horacego Walpole’a i Matthew Gregory Lewisa w rzędzie największych prekursorów literatury grozy. Cechą charakterystyczną pisarstwa Radcliffe (w odróżnieniu od dwóch pozostałych wymienionych pisarzy) była drobiazgowa analiza racjonalistyczna wszelkich wykreowanych wcześniej wątków irracjonalnych, co z kolei bliskie jest duchowi Oświecenia. Powieści Radcliffe wypełniają opisy egzotycznych miejsc, których autorka nigdy w życiu nie zwiedziła, znajomość ich opierając wyłącznie na dziełach malarskich i literackich.

### Wpływ
Wpływ pisarstwa Radcliffe na późniejszych twórców ocenia się jako duży. Do grona pisarzy zafascynowanych jej twórczością należeli: Edgar Allan Poe, Juliusz Verne czy Arthur Conan Doyle; racjonalizm autorki Italczyka imponował bowiem pionierom powieści kryminalnej i detektywistycznej. Inni twórcy poddani wpływom Radcliffe to: John Keats, George Gordon Byron, Percy Bysshe Shelley, William Wordsworth, Samuel Taylor Coleridge, Charles Dickens, Daphne du Maurier oraz XIX-wieczne pisarki nurtu kobiecego – wspomniana wyżej Austen i Brontë, Elizabeth Barrett Browning. Ann Radcliffe inspirowała również polskich twórców romantycznych – Zygmunta Krasińskiego oraz Annę Mostowską.

## Dzieła
- The Castles of Athlin and Dunbayne (1789)
- The Sicilian Romance (1790)
- The Romance of the Forest (1791)
- Tajemnice zamku Udolpho (The Mysteries of Udolpho, 1794)
- Italczyk albo Konfesjonał Czarnych Pokutników  (The Italian or the Confessional of the Black Penitents, 1796)